# Sis dies de Quebec
Els Sis dies de Quebec era una cursa de ciclisme en pista, de la modalitat de sis dies, que es corria a Quebec (Canadà). La seva primera edició data del 1964 i es van disputar tres edicions fins al 1966. Emile Severeyns, amb dues victòries, fou el ciclista que més vegades guanyà la cursa.

## Palmarès
| Any  | Primers                               | Segons                              | Tercers                           |
| ---- | ------------------------------------- | ----------------------------------- | --------------------------------- |
| 1964 | Emile Severeyns · Lucien Gillen       | Mino De Rossi · Ferdinando Terruzzi | Roger Gaignard · André Retrain    |
| 1965 | Emile Severeyns · Rik Van Steenbergen | Lucien Gillen · Robert Lelangue     | Fritz Pfenninger · Sigi Renz      |
| 1966 | Fritz Pfenninger · Sigi Renz          | Freddy Eugen · Leandro Faggin       | Emile Severeyns · Robert Lelangue |